# GEDA (Software)
Das gEDA-Projekt (GPL Electronic Design Automation) stellt eine Sammlung freier und quelloffener Software für die Schaltungsentwicklung bereit. Mit den aufeinander abgestimmten Programmen können u. a. Schaltpläne entworfen, Schaltungen simuliert und Platinen-Layouts (Leiterbahnen-Struktur auf Leiterplatten) erstellt werden. Die Funktionalität von gEDA ist mit den proprietären Programmen „TARGET 3001!“ oder „Eagle“ vergleichbar.

## Betriebssysteme
Obwohl die Entwicklung der Software vorwiegend unter GNU/Linux erfolgt, streben die Autoren Kompatibilität mit anderen Unix-Varianten an. In vielen Linux-Distributionen ist die gEDA-Suite bereits enthalten, für Linux auf (32-Bit) x86-Systemen wird alternativ eine spezielle ISO-Installations-CD bereitgestellt. Die gEDA-Suite lässt sich auch für Windows kompilieren, wobei die verlinkten gEDA Distributionen im Jahr 2012 bei der Version 1.7.1 stehen geblieben sind.
gEDA ist u. a. für folgende Betriebssysteme verfügbar:
- Linux
- Solaris
- Windows (offiziell getestet für Windows XP)
- macOS

## Übersicht
Das gEDA-Projekt wurde 1998 von Ales Hvezda gegründet. Heute steht die Bezeichnung gEDA als Oberbegriff für eine Sammlung von freien, quelloffenen Programmen (GPL), die für die Entwicklung elektronischer Schaltungen eingesetzt werden können. Entwickelt werden die einzelnen Komponenten von verschiedenen Programmierern, die vorwiegend über Mailinglisten miteinander kommunizieren. Für den Datenaustausch zwischen den einzelnen Programmen werden offene, gut dokumentierte Dateiformate in Form von lesbaren (ASCII)-Textdateien verwendet. Dies stellt die problemlose Zusammenarbeit der Programme sicher und ermöglicht es, ein Programm durch ein anderes zu ergänzen oder zu ersetzen. (Außerdem können diese Textdateien bei Bedarf auch mit einem beliebigen Texteditor bearbeitet werden.) Da die Entwicklung der Programme in der Anfangsphase weitgehend unabhängig voneinander durchgeführt wurde, gibt es noch keine vollständig einheitliche Benutzeroberfläche.
Der Kern der gEDA-Werkzeuge bestand ursprünglich aus diesen Programmen:
- gschem – Schaltplaneditor
- gnetlist – Netzlisten-Generator
- gsymcheck – Syntax-Überprüfung für Schaltplan-Symbole
- gattrib – Editor für textuelle Attribute der Symbole in Schaltplänen
- libgeda – gemeinsame Funktions-Bibliothek für gschem, gnetlist und gsymcheck
- gsch2pcb – generiert aus der Schaltplan-Datei die Daten für das Platinenlayoutprogramm
- andere kleine Anwendungen

Diese Programme benutzen ein gemeinsames Dateiformat (.sch), teilen eine gemeinsame Funktions-Bibliothek (libgeda) und werden als gEDA/gaf bezeichnet. Dabei steht gaf für „gschem and friends“.
Ebenso bedeutend sind folgende Programme, die prinzipiell
selbstständig, aber wichtiger Teil des gEDA-Projektes sind:
- ngspice – SPICE Simulation
- Gnucap – Simulation analoger Schaltungen
- GSpiceUI – Grafische Benutzeroberfläche für ngspice und gnucap
- PCB – Platinenlayout-Editor
- xgsch2pcb – A graphical front-end for the gschem → pcb workflow
- gerbv – Anzeigeprogramm für Gerber-Dateien
- Icarus Verilog – Verilog Compiler und Simulationsprogramm
- VBS – Verilog Behavioral Simulator
- GTKWave – Anzeigeprogramm für digitale Signalformen
- gwave – Anzeigeprogramm für analoge Signalformen
- wcalc – Transmission line and electromagnetic structure analysis

Weiter existieren noch viele kleinere Anwendungen, etwa die Scripte tragesym (Python) oder djboxsym (Perl), mit deren Hilfe man sehr einfach neue Schaltplansymbole erzeugen kann.